# 315P/LONEOS
315P/LONEOS, komet Jupiterove obitelji